# Marian Langiewicz
Marian Melchior Antoni Langiewicz (ur. 5 sierpnia 1827 w Krotoszynie, zm. 10 maja 1887 w Konstantynopolu) – generał i dyktator powstania styczniowego (marzec 1863), wykładowca Polskiej Szkoły Wojskowej.

## Życiorys
Uczył się w gimnazjum w Trzemesznie. Studiował prawo we Wrocławiu i Berlinie. Oficer artylerii armii pruskiej. W 1860 brał udział w wyprawie Garibaldiego na Sycylię, gdzie odznaczył się męstwem i nieustępliwością. Był wykładowcą Polskiej Szkoły Wojskowej w Cuneo, gdzie stał się zajadłym przeciwnikiem Ludwika Mierosławskiego. Działał w organizacjach niepodległościowych we Włoszech. Był związany z politycznym ugrupowaniem „białych”.
Przed wybuchem powstania z ramienia Komitetu Centralnego Narodowego sprowadzał do Polski karabiny z Niemiec i Belgii. Od 1862 przygotowywał w ramach Komitetu Centralnego powstanie w Polsce. 9 stycznia 1863 mianowany przez Komitet Centralny pułkownikiem województwa sandomierskiego. Miał przeprowadzić koncentrację sił powstańczych w Górach Świętokrzyskich i na ich czele uderzyć na Warszawę. W styczniu 1863 przybył do obozu koło Wąchocka. 22 stycznia jego zgrupowanie przypuściło trzy zwycięskie ataki na siły rosyjskie w Jedlni, Bodzentynie i w Szydłowcu (gdzie uczestniczył osobiście), rozpoczynając kampanię, zwaną przez Śliwińskiego, Kieniewicza oraz Cabana kampanią Langiewicza. Mianowany dodatkowo naczelnikiem województwa krakowskiego. W obozie w klasztorze w Wąchocku zgromadził 1400 ludzi, formując z nich oddziały jazdy, piechoty i służb. Założył tam kancelarię sztabową, ambulans, drukarnię i fabryczkę broni. Rosjanie rozpoczęli za nim pościg, uderzając w kilku miejscach jednocześnie. 11 lutego pobił Rosjan w bitwie pod Słupią. 17 lutego został przez Tymczasowy Rząd Narodowy mianowany generałem, a o tej nominacji informował 12 numer czasopisma Ruch. Jego siły stale rosły. W Małogoszczu Langiewicz połączył swoje siły z oddziałem idącym z Mazowsza. Miał teraz ponad 2500 żołnierzy. Tu też wydał 24 lutego 1863 bitwę przeważającym liczebnie Rosjanom, którą przegrał, w następstwie czego wycofał się.

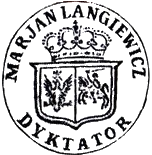
Pieczęć Mariana Langiewicza jako dyktatora powstania styczniowego

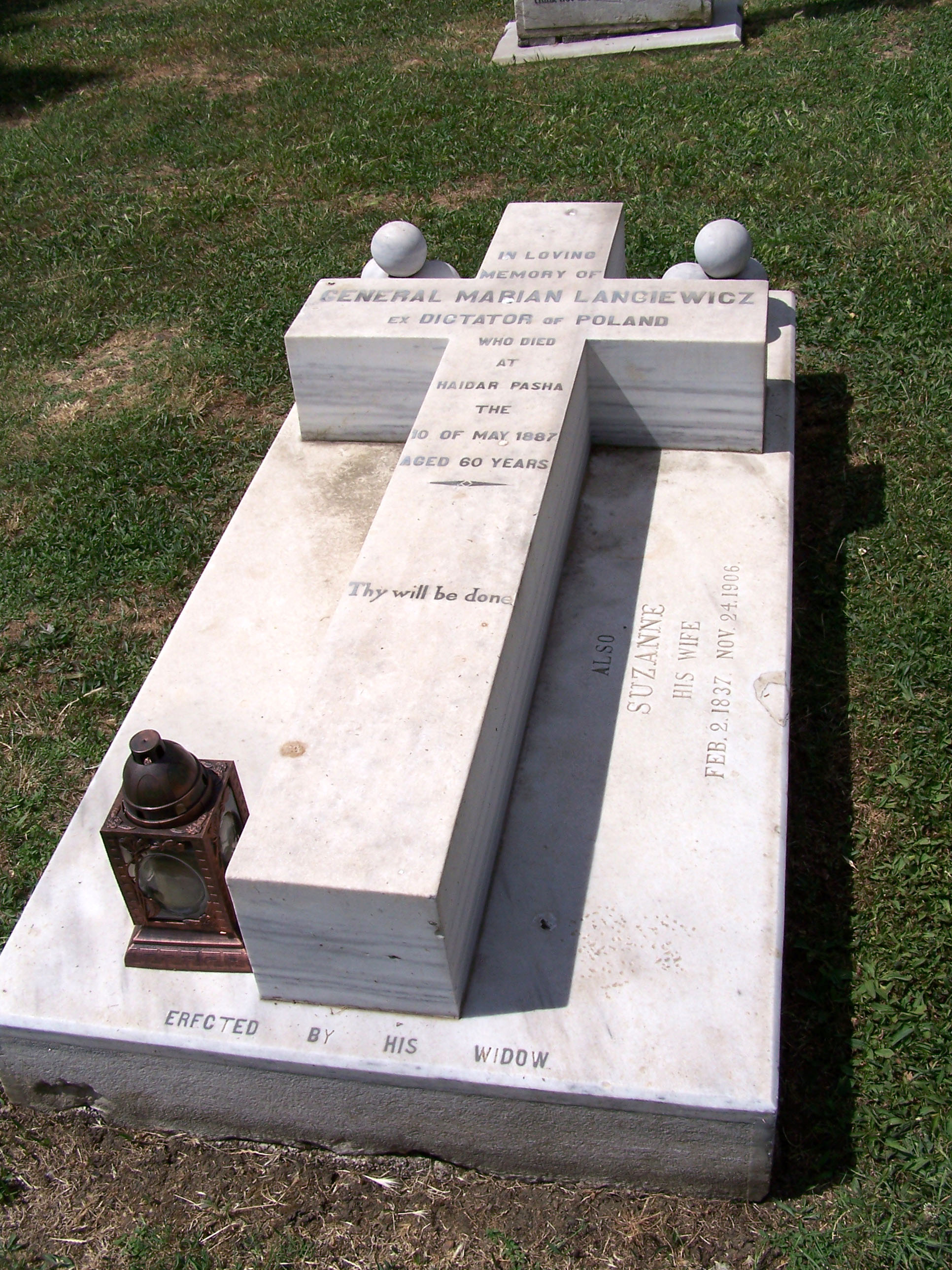
Grób Mariana Langiewicza w Konstantynopolu

Niechętny Ludwikowi Mierosławskiemu, co wykorzystali poznańscy i galicyjscy działacze stronnictwa „białych” i w marcu 1863 powołali go na dyktatora powstania, nadając mu stopień generała. 11 marca 1863 roku w dworku w Goszczy ogłosił się dyktatorem powstania. Tydzień później po bitwach pod Chrobrzem i Grochowiskami załamał się, opuścił teren walk i przeszedł 19 marca do Galicji.
Aresztowany tegoż dnia przez Austriaków, przez dwa lata był więziony w twierdzy Josephstadt. W 1865 uwolniony, przebywał na emigracji w Anglii i Szwajcarii. Później wyjechał do Turcji, gdzie był przedstawicielem fabryk Kruppa. Od 1867 służył w armii tureckiej jako Langie Bey, jednak bez sukcesów; żył w niedostatku i zapomnieniu. Zmarł w Konstantynopolu 10 maja 1887 i tam został pochowany na angielskim cmentarzu Haidar Pasza, wraz ze swoją angielską żoną Suzanne.
Zmarli powstańcy 1863 roku zostali odznaczeni przez prezydenta RP Ignacego Mościckiego 21 stycznia 1933 roku Krzyżem Niepodległości z Mieczami.
19 czerwca 1937 Minister Spraw Wojskowych nadał koszarom 56 Pułku Piechoty Wielkopolskiej w Krotoszynie imię Generała Mariana Langiewicza.
W Muzeum Wojska Polskiego w Warszawie znajduje się jego szabla: angielska oficerska wz. 1857.
Od 2013 roku jest patronem parku na wrocławskim Grabiszynie.